# Lagynochthonius dybasi
Lagynochthonius dybasi es una especie de arácnido  del orden Pseudoscorpionida de la familia Chthoniidae y vive en Palaos.